# 39e brigade d'aviation tactique
La 39e brigade d'aviation tactique  est une unité de la Force aérienne ukrainienne.
Le 24 août 2022, la brigade a reçu l'ordre « pour le Courage ».

## Équipement
- Soukhoï Su-27.

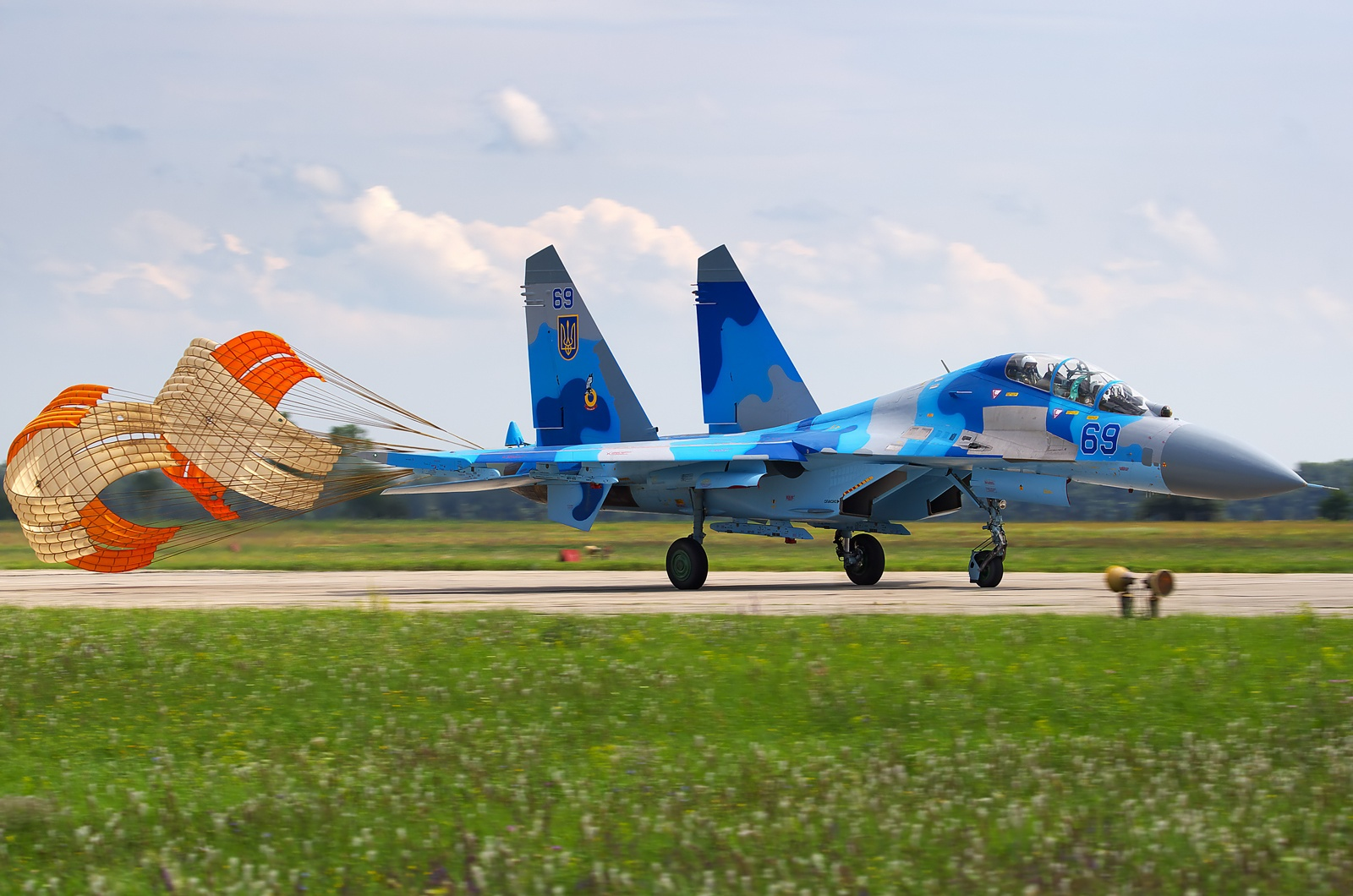
Le Su-27 n°69,
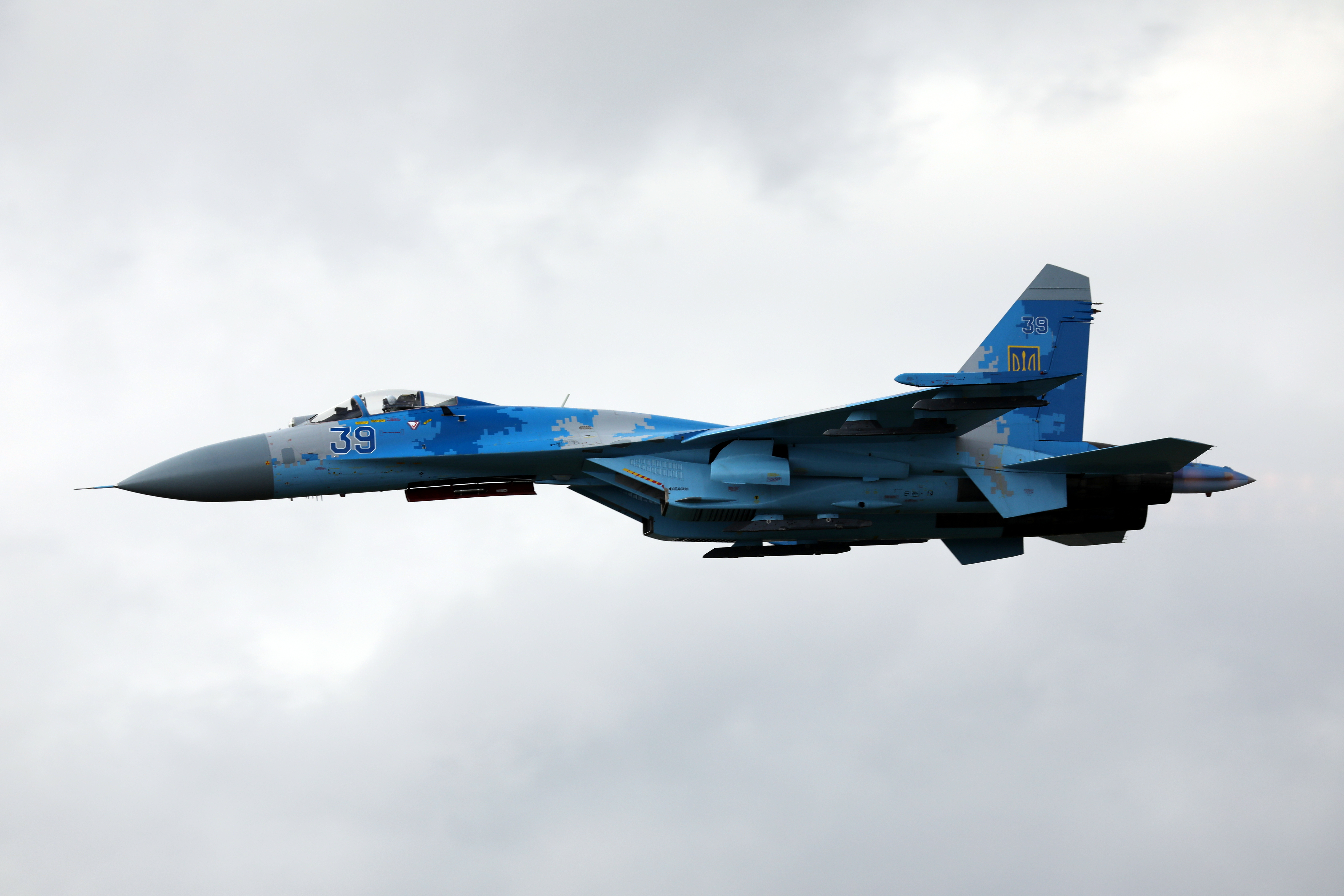
au Royal International Air Tattoo en 2019,
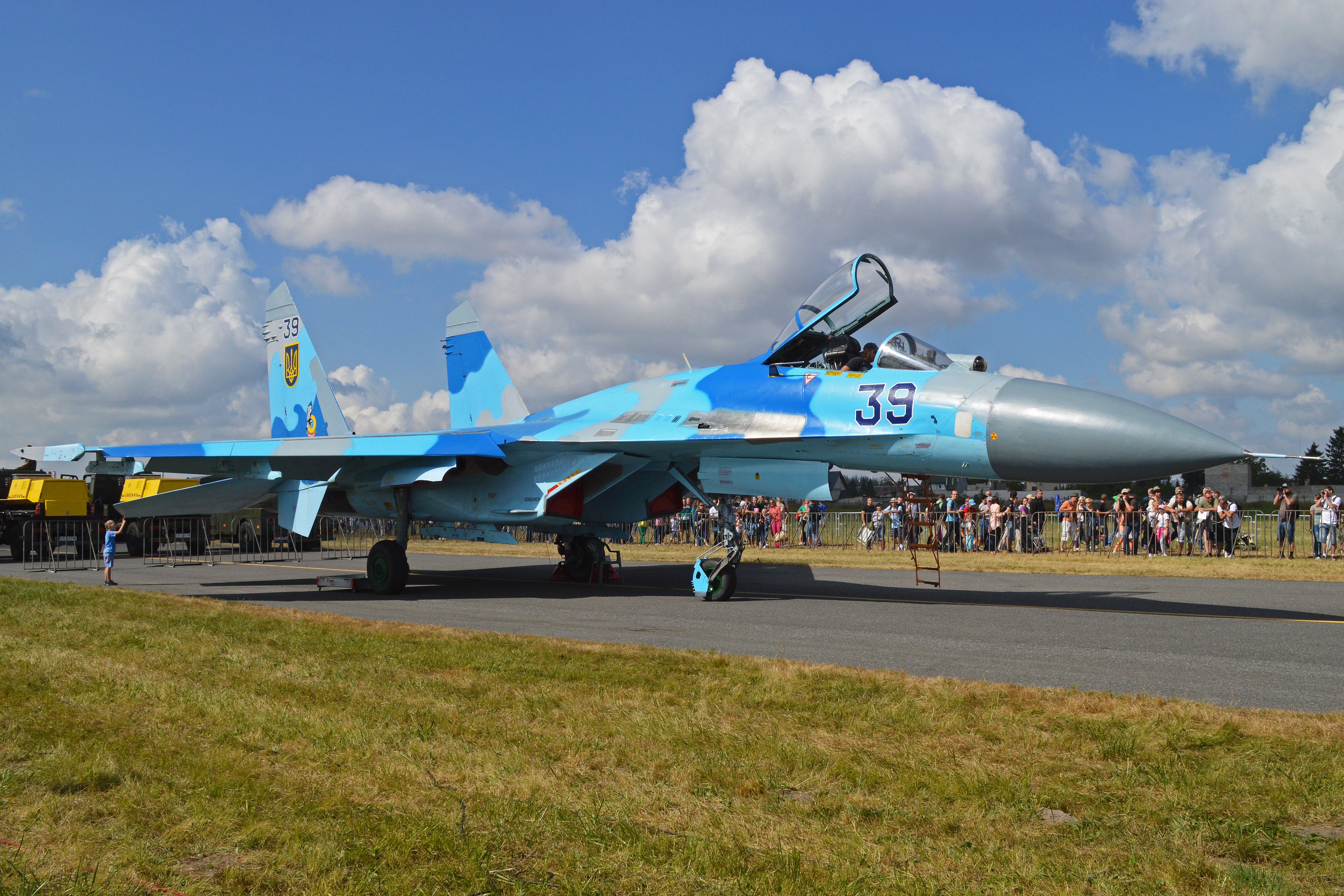
le 39 bleu en 2013, Radom air show.

## Historique
Il reprend le  894e régiment d'aviation de chasse des forces aériennes soviétiques qui existait lors de la dissolution de l'URSS et stationnait sur le territoire ukrainien.
L'unité est engagée lors de l'invasion de l'Ukraine par la Russie en 2022.

## Pertes
- Alexandre Fomenko est décédé le 15 décembre 2018.
- Edouard Vahorovsky, lieutenant-colonel[3],
- Dmytro Kolomiyets, major[4],
- Dmytro Valeryovich, Major, décédés le 24 février 2022.
- Pavlo Babych, lieutenant-colonel, décédé le 21 août 2022.
- Le 13 octobre 2022, en mission à Poltava, le colonel Oleh Choupik est mort[5].